# Return on assets
Il return on assets (ROA) è un indice di bilancio che misura la redditività e indica la redditività complessiva di un'attività, mentre il ROI indica la redditività della gestione caratteristica.
Si calcola come rapporto tra utile di esercizio e totale attivo dello Stato Patrimoniale riclassificato.
{\displaystyle ROA={Utile\ di\ esercizio \over Totale\ Attivo}}
Questo numero ci suggerisce come un'azienda può agire in base a ciò che possiede, prescindendo dalla forma di finanziamento messa in atto. È molto utile per paragonare aziende concorrenti che fanno parte di uno stesso settore del mercato. Il valore che esprime quest'indice varia molto da tipi a tipi di aziende e catene di aziende.